# Цинлун
Цинлу́н (кит. упр. 晴隆, пиньинь Qínglóng) — уезд Цяньсинань-Буи-Мяоского автономного округа провинции Гуйчжоу (КНР).

## История
Во времена империи Мин в этих местах был размещён Наньаньский караул (安南卫). Во времена империи Цин в 1687 году на его основе был создан уезд Наньань (安南县). В 1941 году для того, чтобы избежать дублирования с тем, как по-китайски пишется название расположенного южнее французского протектората Аннам, уезд Наньань был переименован в Цинлун по названию имеющейся на его территории горы.
После вхождения этих мест в состав КНР в 1950 году был создан Специальный район Синжэнь (兴仁专区), и уезд вошёл в его состав. В декабре 1952 года власти специального района переехали из уезда Синжэнь в уезд Синъи, и Специальный район Синжэнь был переименован в Специальный район Синъи (兴义专区). 18 июля 1956 года Специальный район Синъи был расформирован, и уезд перешёл в состав Специального района Аньшунь (安顺专区).
В июле 1965 года Специальный район Синъи был воссоздан, и уезд вернулся в его состав. В 1970 году Специальный район Синъи был переименован в Округ Синъи (兴义地区).
Постановлением Госсовета КНР от 21 сентября 1981 года Округ Синъи был преобразован в Цяньсинань-Буи-Мяоский автономный округ.

## Административное деление
Уезд делится на 8 посёлков, 5 волостей и 1 национальную волость.